# Clorură de mangan (II)
Clorura de mangan (II) este o sare a manganului cu acidului clorhidric cu formula chimică MnCl2.

## Preparare
Clorura de mangan se poate prepara prin tratarea dioxidului de mangan cu o soluție concentrată de acid clorhidric. 
{\displaystyle \mathrm {MnO_{2}+4HCl\rightarrow MnCl_{2}+2H_{2}O+Cl_{2}} } ↑
Această reacție a fost folosită pentru producerea clorului. Prin neutralizarea cu grijă a soluție rezultate cu carbonat de mangan, se observă precipitarea sărurilor de fier ce apar în bioxidul de mangan ca impurități. 
În laborator, clorura de mangan poate fi preparată prin tratarea manganului metalic sau carbonatului de mangan (II) cu acidul clorhidric:
{\displaystyle \mathrm {Mn+2HCl\rightarrow MnCl_{2}+H_{2}} } ↑
{\displaystyle \mathrm {MnCO_{3}+2HCl\rightarrow MnCl_{2}+H_{2}O+CO_{2}} } ↑